# عناصر الأسلوب
عناصر الأسلوب (ويعرف أيضا باسم سترنك ووايت) هو دليل أسلوب نحوي رسمي يستخدم في الكتابة باللغة الإنجليزية الأمريكية. كتب النسخة الأولى منه ويليام سترنك الابن عام 1918، ونشرت لأول مرة عن طريق دار هاركورت عام 1920، وكانت تتضمن ثماني "قواعد أولية للاستخدام"، وعشر "مبادئ أولية للتركيب"، وبعض الملاحظات المتعلقة بالتنسيق، وقائمة مكونة من 49 "كلمة وتعبير شائع يساء استخدامهم"، بالإضافة إلى قائمة تضم 57 "كلمة تكتب خطأ بشكل متكرر". قام الكاتب والمحرر إي. بي. وايت بتوسيع الكتاب بشكل كبير وتنقيحه لإصداره من قبل مكميلان للنشر عام 1959، وهو ما اعتبر لاحقا أول إصدار فعلي من الكتاب. وفي عام 2011، صنفته مجلة تايم ضمن قائمة "أفضل 100 كتاب غير روائي وأكثرها تأثيراً" المكتوبة باللغة الإنجليزية منذ عام 1923.
أما الكاتبة الأمريكية الساخرة دوروثي باركر، فقد قالت مازحة عن الكتاب: إذا كان لديك أصدقاء شباب يطمحون لأن يصبحوا كتّابا، فإن ثاني أعظم معروف يمكنك أن تقدمه لهم هو أن تهديهم نسخًا من كتاب "عناصر الأسلوب". أما أعظم معروف على الإطلاق، فهو أن تطلق عليهم النار الآن، بينما لا يزالوا سعداء.

## التاريخ
كتب أستاذ اللغة الإنجليزية في جامعة كورنيل، ويليام سترنك الابن، كتاب عناصر الأسلوب عام 1918، ونشره بشكل خاص عام 1919 لاستخدامه داخل الجامعة. ثم أعادت دار هاركورت نشره عام 1920 في إصدار من 52 صفحة. لاحقا، قام سترنك بالتعاون مع المحرر إدوارد أ. تيني بمراجعة الكتاب وتوسيعه وتم نشره تحت عنوان عناصر وممارسة التأليف (The Elements and Practice of Composition) في عام 1935. في عام 1957، وصل الكتاب إلى انتباه الكاتب إي. بي. وايت في مجلة النيويوركر. وكان وايت قد درس الكتابة تحت إشراف سترنك في عام 1919، لكنه نسي "الكتاب الصغير" الذي وصفه لاحقًا بأنه "تلخيص من 43 صفحة للحجة في سبيل النظافة والدقة والإيجاز في استخدام اللغة الإنجليزية". بعد أسابيع، كتب وايت مقالًا في عموده عن إخلاص سترنك لأسلوب النثر الواضح باللغة الإنجليزية.
توفي ويليام سترنك في عام 1946. وبعد وفاته، كلفت دار مكميلان وشركاه الكاتب إي. بي. وايت بمراجعة كتاب عناصر الأسلوب لإصدار عام 1959. وقد أدت مراجعة وايت وتحديثه لإصدار عام 1935، الذي كان قد أعده سترنك وتيني، إلى إصدار دليل أسلوبي جديد أصبح يعرف بشكل غير رسمي بإسم "سترنك ووايت". باعت الطبعة الأولى من هذا الإصدار نحو مليوني نسخة في عام 1959، ثم تم بيع أكثر من عشرة ملايين نسخة من الطبعات الثلاث اللاحقة. وثق الكاتب مارك غارفي تاريخ هذا الكتاب في عمله Stylized: A Slightly Obsessive History of Strunk & White’s The Elements of Style، الذي صدر عام 2009.

## المحتوى
ركّز سترنك على تنمية مهارات الكتابة والتأليف الجيد؛ إذ أنه حث في النسخة الأصلية لعام 1918 المؤلفين على حذف الكلمات غير الضرورية، واستخدام المبني للمعلوم، وتوظيف التوازي (parallelism) بالشكل المناسب.
أما نسخة عام 1959، فتضمنت توسعات من كتابة وايت لأقسام تمهيدية، مثل مقالة "المقدمة" المأخوذة من مقالته في المجلة عن سترنك، بالإضافة إلى الفصل الختامي بعنوان "منهج في الأسلوب"، وهو دليل إرشادي أكثر شمولاً يهدف لتحسين الكتابة باللغة الإنجليزية. كما أصدر وايت النسختين الثانية (1972) والثالثة (1979) من كتاب عناصر الأسلوب، وقد بلغ طول الكتاب حينها 85 صفحة.

تتضمن النسخة الثالثة من عناصر الأسلوب (1979) 54 نقطة: قائمة بالأخطاء الشائعة في استخدام الكلمات، و11 قاعدة في علامات الترقيم والنحو، و11 مبدأ في الكتابة، و11 مسألة تتعلق بالشكل، وفي الفصل الخامس، 21 تذكرة لتحسين الأسلوب. التذكرة الأخيرة، رقم 21، "فضّل النمط المألوف على الغريب"، تُعد جزءًا جوهريًا من موضوع الكتاب، لكنها في الوقت ذاته تقف كمقال منفصل عن كتابة النثر الواضح. ينصح وايت الكُتّاب بأن يكتبوا بعقلية صحيحة، وأن يكتبوا لإرضاء أنفسهم، وأن يسعوا إلى "لحظة من البهجة"، وهي عبارة اقتبسها من روبرت لويس ستيفنسون. ومن هنا جاءت توصية سترانك في عام 1918:
"الكتابة القوية موجزة. ينبغي ألا تحتوي الجملة على كلمات غير ضرورية، ولا الفقرة على جمل غير ضرورية، للسبب نفسه الذي يجعل الرسم لا يحتوي على خطوط زائدة، والآلة لا تحتوي على أجزاء غير لازمة. لا يعني هذا أن تكون كل جملة قصيرة، أو أن يتجنب الكاتب للتفاصيل ويعالج موضوعه باختصار، بل أن يجعل كل كلمة ذات قيمة."  المبادئ الأساسية في التأليف، عناصر الأسلوب
لم يعد هناك فاصلة بعد اسم سترنك الابن في إصدارات 1979 وما بعدها، وذلك تماشيًا مع التوصيات الحديثة بشأن علامات الترقيم في الأسماء.
أما النسخة الرابعة من عناصر الأسلوب (1999)، فقد حذفت نصيحة سترانك المتعلقة باستخدام الضمائر المذكرة: "ما لم يكن الاسم السابق مؤنثًا أو لا بد أن يكون كذلك." وبدلاً من ذلك، جاء في الكتاب أن "عديدًا من الكُتاب يجدون استخدام الضمير العام 'هو' أو 'له' لتسمية مرجع غير محدد أمرًا مقيّدًا أو مسيئًا." وتمت إعادة تسمية هذا الإدخال إلى "هم. هو أو هي"، في الفصل الرابع: الكلمات والتعابير المستخدمة بشكل خاطئ، مع نصيحة بتجنب "التركيز غير المقصود على المذكر".
ومن الإضافات الجديدة في النسخة الرابعة: مقدمة كتبها روجر أنجيل (كاتب مقالات وربيب إي. بي. وايت)، ومعجم، وفهرس. وبعد خمس سنوات، نُشرت النسخة الرابعة مرة أخرى تحت عنوان عناصر الأسلوب - النسخة المصورة (2005)، مع رسومات توضيحية من تصميم مايرا كالمان.